# St. Bonifatius (Hochheim)

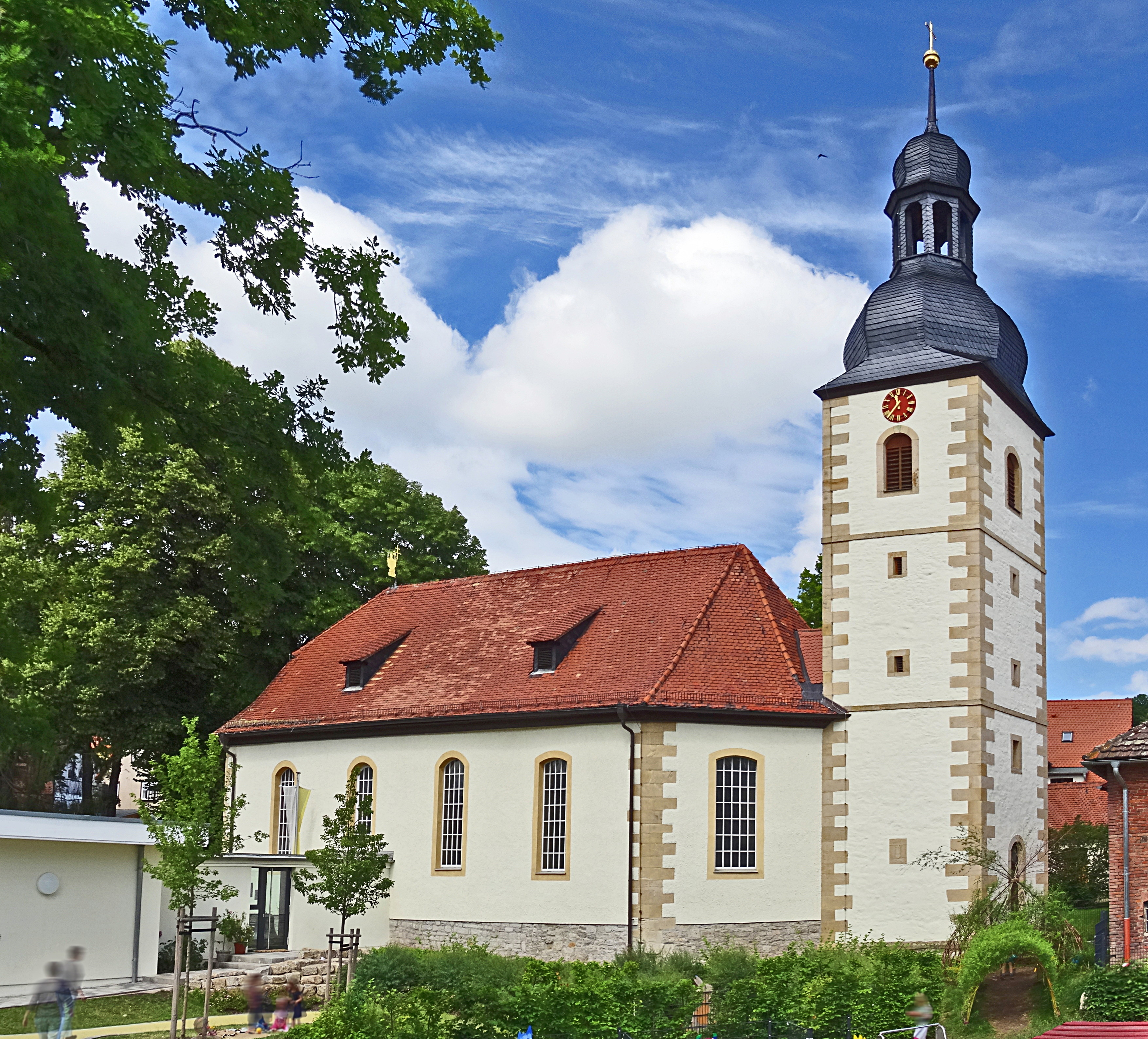
St. Bonifatius

Die römisch-katholische, denkmalgeschützte Filialkirche St. Bonifatius steht im Stadtteil Hochheim der thüringischen Landeshauptstadt Erfurt. Sie ist Filialkirche der Pfarrei St. Nikolaus Erfurt-Melchendorf im Dekanat Erfurt des Bistums Erfurt. Sie trägt das Patrozinium des heiligen Bonifatius.

## Lage
Die Kirche befindet sich in der Wagdstraße in Hochheim.

## Beschreibung

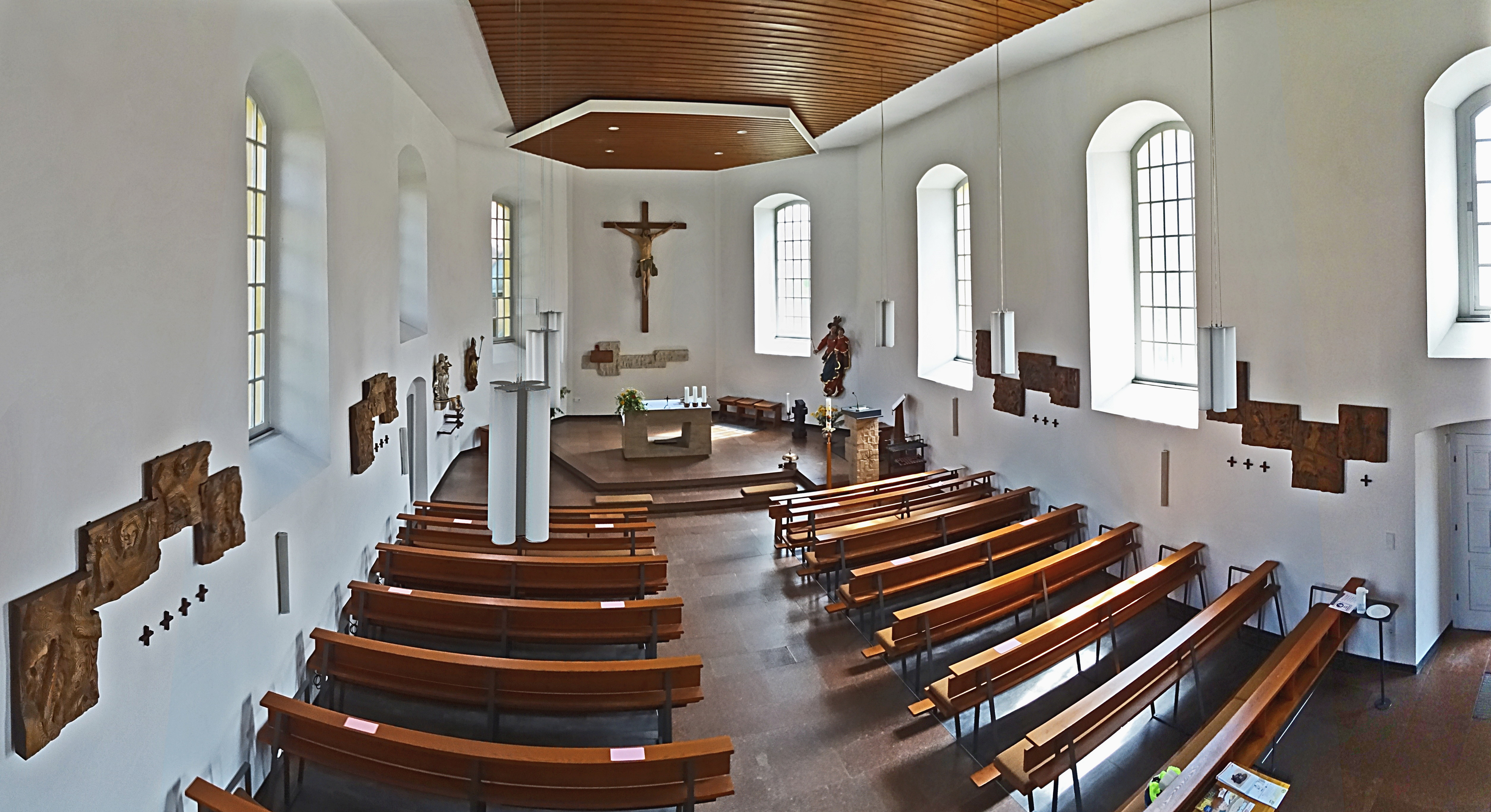
Innenraum-Panorama

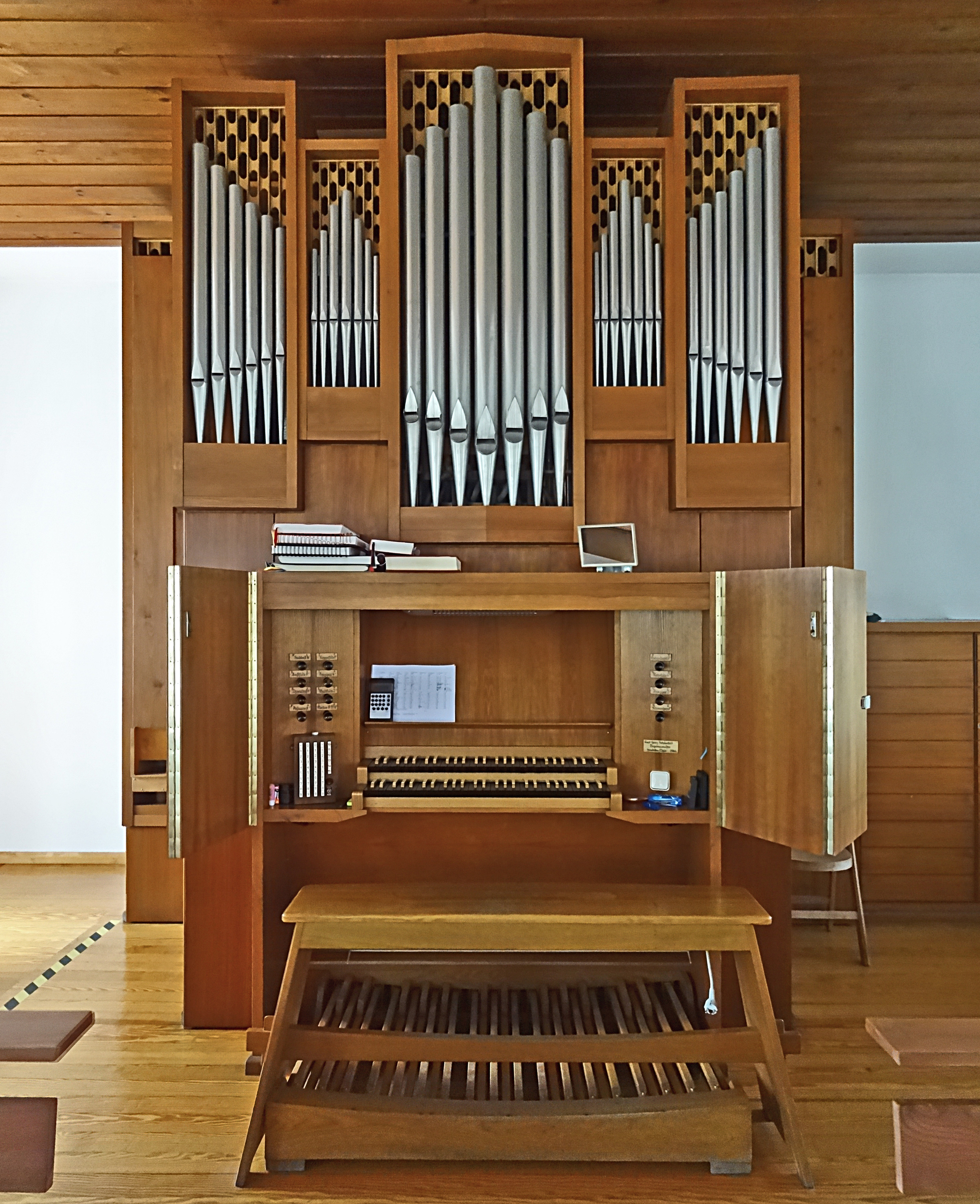
Schönefeld-Orgel

Die heutige Form der Saalkirche mit dreiseitig polygonalen Abschluss im Osten wird durch den grundlegenden Um- oder Neubau 1729–1731 im Wesentlichen bestimmt. 1756 wurde im Osten dem Kirchenschiff ein schlanker, 27 m hoher Kirchturm angebaut. Er hat eine schiefergedeckten geschweifte Haube und eine Laterne, in der die alte Stundenglocke aus Stahl hängt. Auf der Laterne sitzt eine Turmkugel. Das Langhaus ist mit einem Krüppelwalmdach bedeckt, in dem sich Dachgauben befinden.
Der Bau wurde 1970–1972 instand gesetzt und vollständig neu ausgestattet. Dabei wurde der um 1730 entstandene Altar beseitigt. Von der alten Kirchenausstattung sind die spätgotischen geschnitzten Statuen einer Anna selbdritt und eines Bonifatius erhalten, ferner eine Maria mit Kind und ein Kruzifix aus dem späten 17. oder frühen 18. Jahrhundert.
Das Relief und der Sockel des neuen Altars sowie der Ambo wurden von Werner Schubert aus Sandstein gefertigt. Auch die Kreuzwegstationen stammen von ihm.
In der Kirche finden ca. 200 Gottesdienstbesucher Platz. Der rechte Block hat 8 Bankreihen, der linke Block hat 9 und unter der Empore sind es 6 und auf der Empore 5. Die Orgel mit 12 Registern, verteilt auf 2 Manuale und Pedal, wurde 1986 von Orgelbau Schönefeld geschaffen.

## Glocken
Im 1. Weltkrieg mussten die Glocken für Rüstungszwecke abgeliefert werden. Im 2. Weltkrieg blieb nur die Bonifatius-Glocke von der Ablieferung verschont. Heute beherbergt der Glockenstuhl aus Holz vier Glocken aus Bronze:
| Name       | Gießer                    | Gießjahr | Schlagton | Gewicht (kg) | Höhe (mm) | Inschrift                                                |
| ---------- | ------------------------- | -------- | --------- | ------------ | --------- | -------------------------------------------------------- |
| CHRISTUS   | Glockengießerei Bachert   | 2006     | b′        | 460          | 910       | Ich bin bei euch alle Tage bis zum Ende der Welt         |
| BONIFATIUS | Glockengießerei in Apolda | 1928     | d²        | 212          | 706       | St. Bonifatius bitte für unser armes deutsches Vaterland |
| MARIA      | Glockengießerei Bachert   | 2006     | f²        | 145          | 615       | Meine Seele preist die Größe des Herrn                   |
| ELISABETH  | Glockengießerei Bachert   | 2006     | g²        | 100          | 545       | Selig die Barmherzigen                                   |